# Wilsberg: Bittere Pillen
Bittere Pillen ist die 49. Folge der Fernsehfilmreihe Wilsberg. Der Film basiert auf der Wilsberg-Figur von Jürgen Kehrer. Die Erstausstrahlung erfolgte am 28. November 2015 im ZDF. Regie führte Martin Enlen, das Drehbuch schrieben Arne Nolting und Jan Martin Scharf.

## Handlung
Ekkehardt Talkötter gibt Alarm, als er im Flur einen vermeintlich herrenlosen Rucksack entdeckt. Ein Sprengkommando rückt an und muss feststellen, dass es sich nur um ein harmloses Utensil des Putzmanns Hasim Hemidi handelt. Während Ekki sich nun bei seinem Chef rechtfertigen muss, erscheint bei Privatdetektiv Georg Wilsberg der Naturheiler Christopher Seekatz und beauftragt ihn, seine vermutlich untreue Frau zu überwachen. Am nächsten Tag wird Seekatz seltsam aufgebahrt tot aufgefunden, sodass es den Anschein eines Ritualmordes hat. Seekatz’ Frau ist davon überzeugt, dass nur die Pharmaindustrie hinter dem Mord stecken kann, denn ihr Mann hat seit Jahren einen erbitterten Kampf gegen ortsansässige Pharmafirmen wie die Cleril Pharma AG von Dr. Stegner geführt.
Da Wilsberg nun in den Fall involviert ist, ermittelt er auf eigene Faust. Seine ersten Recherchen führen ihn zu Gerd Möbius, der mit dem Opfer im Disput lag. Seit Seekatz begonnen hat, seine Globuli selber herzustellen, hat Möbius massive Umsatzeinbußen. Wilsberg erscheint dies allerdings nicht als Grund auszureichen, um den Konkurrenten umzubringen. Von Möbius erhält Wilsberg einen Hinweis zu Robin Galinski, der ihm und Seekatz vor kurzem Informationen über Interna der Pharmaindustrie angeboten hat. Dies führt Wilsberg zum Pharmalabor „Natrix Care“ unter Leitung von Dr. Vermellen, der gerade mit Freiwilligen ein neues Medikament testet und dafür fast ausschließlich ärmere Mitbürger benutzt, die sich so ihr Haushaltsgeld etwas aufbessern. Damit Wilsberg nicht auffällt, mischt er sich unter die Probanden und nimmt auch ein ungetestetes Medikament ein. Noch am selben Tag blutet er plötzlich aus dem Ohr, bricht zusammen und wird für kurze Zeit in die Klinik gebracht. Ekki berichtet von einem ähnlichen Vorfall, den er mit Hasim Hemidi erlebt hat, um den er sich in letzter Zeit gekümmert hat, weil dieser seinetwegen im Finanzamt seinen Putzjob verloren hatte. 
So stellt sich letztendlich heraus, dass Robin Galinski, der inzwischen erschlagen aufgefunden worden ist, Unterlagen in die Hände gefallen waren, durch die er auf illegale Medikamentenversuche von Dr. Vermellen mit Asylbewerbern aufmerksam wurde. Diese Unterlagen hatte er an den Homöopathen Christopher Seekatz verkauft, weil er wusste, dass dieser gegen die Pharmafirmen kämpft. Daraufhin wurden beide von Vermellen  aus dem Weg geräumt, der vermeiden wollte, dass alles öffentlich bekannt wird.

## Hintergrund
Bittere Pillen vermittelt zwei Botschaften: Es geht nicht nur um die Unversöhnlichkeit zwischen alternativen Heilmethoden und Schulmedizin, sondern auch um die unwürdige Unterbringung von Flüchtlingen.
Bittere Pillen erschien zusammen mit der Folge Tod im Supermarkt von Polarfilm auf DVD.
Der Running Gag „Bielefeld“ verweist in der 40. Minute dieser Folge auf den Versetzungsort, auf den sich Ekki schon mal vorbereiten soll.
Als Geburtsort trägt Wilsberg unter einem Pseudonym Ubbedissen in ein Formular ein. Zwei der Pharmaprobanden heißen Lämmers, Hagen und Stieg, Horst. Ubbedissen, Lämershagen und Stieghorst sind Stadtteile Bielefelds.
Alex Holtkamp benutzt die angebliche Teilnahme an einem Tennisturnier Senne Open Air, um mit einem MdB ins Gespräch zu kommen. Senne ist ein Stadtteil von Bielefeld. 
Bei dem Song am Ende der Episode handelt es sich um Conquest Of Paradise von Vangelis aus dem Jahr 1992.
Der Song im Abspann ist My Home Is Nowhere Without You von Herman Dune.

## Rezeption

### Einschaltquote
Bei der Erstausstrahlung von Bittere Pillen am 28. November 2015 im ZDF wurde der Film in Deutschland von insgesamt 6,57  Millionen Zuschauern gesehen und erreichte einen Marktanteil von 21,4 Prozent.

### Kritik
Tilmann P. Gangloff meinte bei tittelbach.tv anerkennend: Auch diesmal gelinge „Buch und Regie […] eine mustergültige Gratwanderung; die Balance zwischen Krimi & Comedy“ und „Die Dialoge sorgen für sanfte Ironie, ohne die Anhänger von Homöopathie zu brüskieren.“
Die Kritiker von Quotenmeter haben für diesen Wilsberg nur lobende Worte und finden: „Mit den zwei zunächst unabhängigen Geschichten zeigen Nolting und Scharf jedoch gleichzeitig auf, wie viel Zeit innerhalb von 90 Minuten tatsächlich bleibt, um eine packende Geschichte aufzubauen. Vielen öffentlich-rechtlichen Krimis gelingt dies nicht einmal mit nur einem Thema.“
Die Redaktion von TV Spielfilm beurteilte den Krimi mit dem „Daumen nach oben“ und meinte lobend: „Der Plot um Praktiken der Pharmalobby und gepeinigte Asylbewerber ist etwas ausufernd, aber mit bissigen Dialogen ausgestattet.“ Und die Kritiker stellen fest: „Nr. 49 der Kultreihe: Bald ist Jubiläum!“